# Tennistavolo ai XIII Giochi del Mediterraneo
Il torneo di tennistavolo dei XIII Giochi del Mediterraneo prevede 4 tornei: 2 maschili e 2 femminili. Quelli maschili sono divisi in singolare e doppio così come quelli femminili.
Tutte le competizioni si sono disputate al Palazzetto dello Sport di Molfetta.

## Podi

### Uomini
| Evento                      | Oro                                     | Argento                                           | Bronzo                                |
| Singolo maschile (dettagli) | Kallinikos Kreanga                      | Zoran Primorac                                    | Slobodan Grujic                       |
| Doppio maschile (dettagli)  | Francia Christophe Legout Patrick Chila | Jugoslavia Slobodan Grujic Aleksandar Karakasevic | Croazia Damir Atikovic Zoran Primorac |

### Donne
| Evento                       | Oro                                    | Argento                              | Bronzo                                  |
| Singolo femminile (dettagli) | Fljura Bulatova                        | Tamara Boroš                         | Annie Boileau                           |
| Doppio femminile (dettagli)  | Croazia Eldijana Aganovic Tamara Boroš | Italia Alessia Arisi Fljura Bulatova | Jugoslavia Fatima Isanovic Marta Poljak |

## Medagliere
| Posizione | Paese      |   |   |   | Totale |
| --------- | ---------- | - | - | - | ------ |
| 1         | Croazia    | 1 | 2 | 1 | 4      |
| 2         | Italia     | 1 | 1 | 0 | 2      |
| 3         | Francia    | 1 | 0 | 1 | 2      |
| 4         | Grecia     | 1 | 0 | 0 | 1      |
| 5         | Jugoslavia | 0 | 1 | 2 | 3      |
| Totale    | Totale     | 4 | 4 | 4 | 12     |